# La Chapelle-Faucher
Pour les articles homonymes, voir La Chapelle et Faucher.
La Chapelle-Faucher est une commune française située dans le département de la Dordogne, en région Nouvelle-Aquitaine.

## Géographie

### Généralités
La Chapelle-Faucher est une commune du nord de la Dordogne, en Périgord central, traversée d'est en ouest par la Côle, un important affluent de la Dronne.
À moins d'un kilomètre de la route départementale (RD) 78 et traversé par la RD 3, le petit bourg de La Chapelle-Faucher est situé, en distances orthodromiques, huit kilomètres à l'est de Brantôme et quatorze kilomètres au sud-ouest du centre-ville de Thiviers.
Le territoire communal est également desservi au nord-est par la RD 68.

### Communes limitrophes
La Chapelle-Faucher est limitrophe de six autres communes.
| Champagnac-de-Belair | Villars              |                      |
| Condat-sur-Trincou   | La Chapelle-Faucher  | Saint-Pierre-de-Côle |
|                      | Brantôme en Périgord | Saint-Front-d'Alemps |

### Géologie et relief

#### Géologie
Situé sur la plaque nord du Bassin aquitain et bordé à son extrémité nord-est par une frange du Massif central, le département de la Dordogne présente une grande diversité géologique. Les terrains sont disposés en profondeur en strates régulières, témoins d'une sédimentation sur cette ancienne plate-forme marine. Le département peut ainsi être découpé sur le plan géologique en quatre gradins différenciés selon leur âge géologique. La Chapelle-Faucher est située dans le deuxième gradin à partir du nord-est, un plateau formé de roches calcaires très dures du Jurassique que la mer a déposées par sédimentation chimique carbonatée, en bancs épais et massifs.
Les couches affleurantes sur le territoire communal sont constituées de formations superficielles du Quaternaire et de roches sédimentaires datant pour certaines du Cénozoïque, et pour d'autres du Mésozoïque. La formation la plus ancienne, notée c2a, date du Turonien inférieur, composée de calcaire crayeux blanchâtre en plaquettes ou noduleux. La formation la plus récente, notée CFp, fait partie des formations superficielles de type colluvions indifférenciées de versant, de vallon et plateaux issues d'alluvions, molasses, altérites. Le descriptif de ces couches est détaillé dans  les feuilles « no 735 - Thiviers » et « no 759 - Périgueux (est) » de la carte géologique au 1/50 000 de la France métropolitaine, et leurs notices associées,.

Carte géologique de La Chapelle-Faucher.

#### Relief et paysages
Le département de la Dordogne se présente comme un vaste plateau incliné du nord-est (491 m, à la forêt de Vieillecour dans le Nontronnais, à Saint-Pierre-de-Frugie) au sud-ouest (2 m à Lamothe-Montravel). L'altitude du territoire communal varie quant à elle entre 114 m et 213 m,.
Dans le cadre de la Convention européenne du paysage entrée en vigueur en France le 1er juillet 2006, renforcée par la loi du 8 août 2016 pour la reconquête de la biodiversité, de la nature et des paysages, un atlas des paysages de la Dordogne a été élaboré sous maîtrise d’ouvrage de l’État et publié en octobre 2020. Les paysages du département s'organisent en huit unités paysagères et 14 sous-unités. La commune fait partie du Périgord central, un paysage vallonné, aux horizons limités par de nombreux bois, plus ou moins denses, parsemés de prairies et de petits champs.
La superficie cadastrale de la commune publiée par l'Insee, qui sert de référence dans toutes les statistiques, est de 18,40 km2,,. La superficie géographique, issue de la BD Topo, composante du Référentiel à grande échelle produit par l'IGN, est quant à elle de 19,23 km2.

### Hydrographie

#### Réseau hydrographique
La commune est située dans le bassin de la Dordogne au sein du Bassin Adour-Garonne. Elle est drainée par la Côle et divers petits cours d'eau qui constituent un réseau hydrographique de 8 km de longueur totale,.
La Côle, d'une longueur totale de 51,53 km, prend sa source dans la commune de Firbeix et se jette  dans la Dronne en rive gauche, en limite de Brantôme en Périgord et de Condat-sur-Trincou. Elle traverse la commune d'est en ouest sur plus de cinq kilomètres, servant de limite naturelle sur plus d'un kilomètre et demi, en deux tronçons, face à Saint-Pierre-de-Côle à l'est et Condat-sur-Trincou à l'ouest.

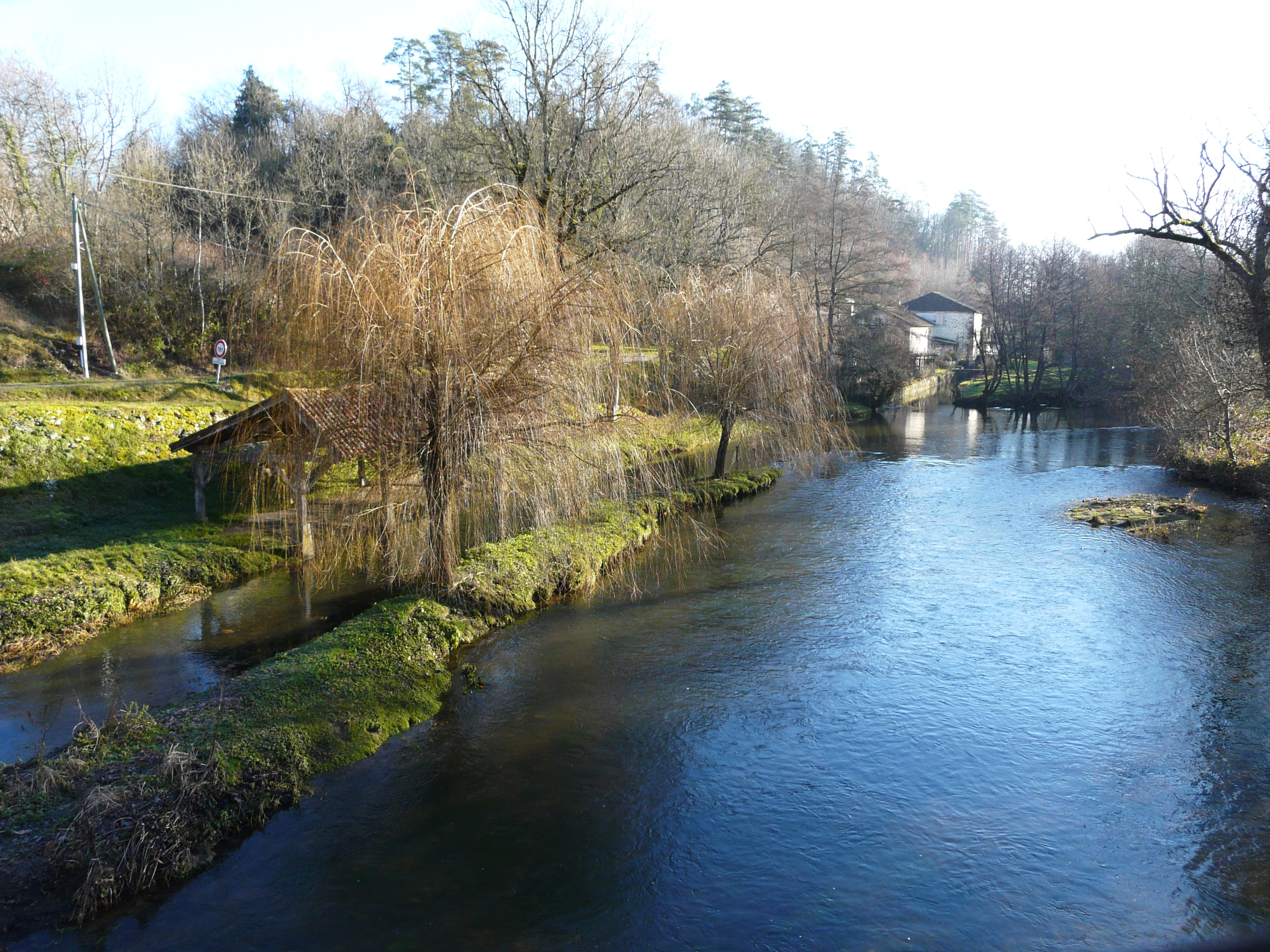
La Côle au bas du bourg de La Chapelle-Faucher.
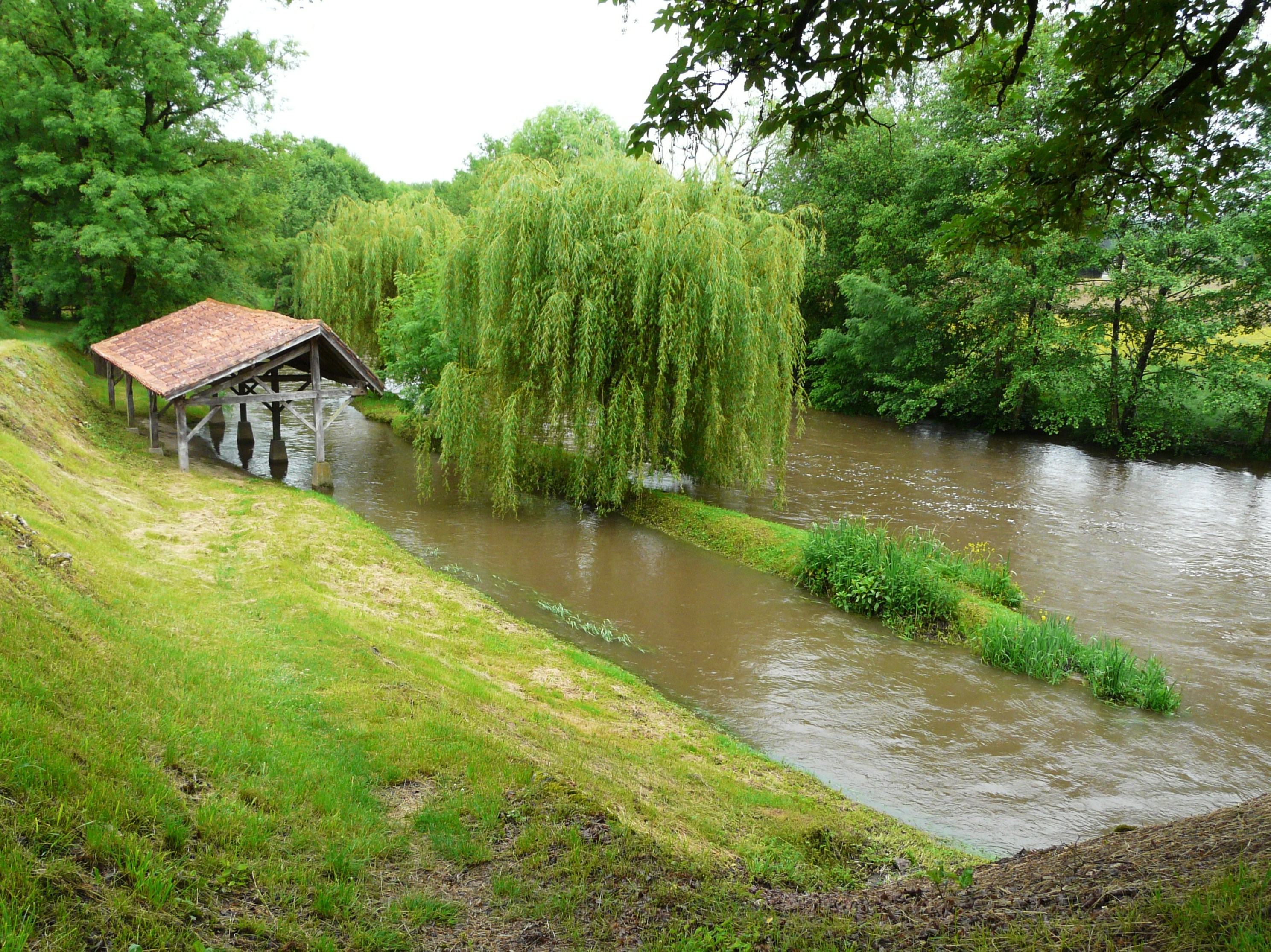
Idem, en période de crue.
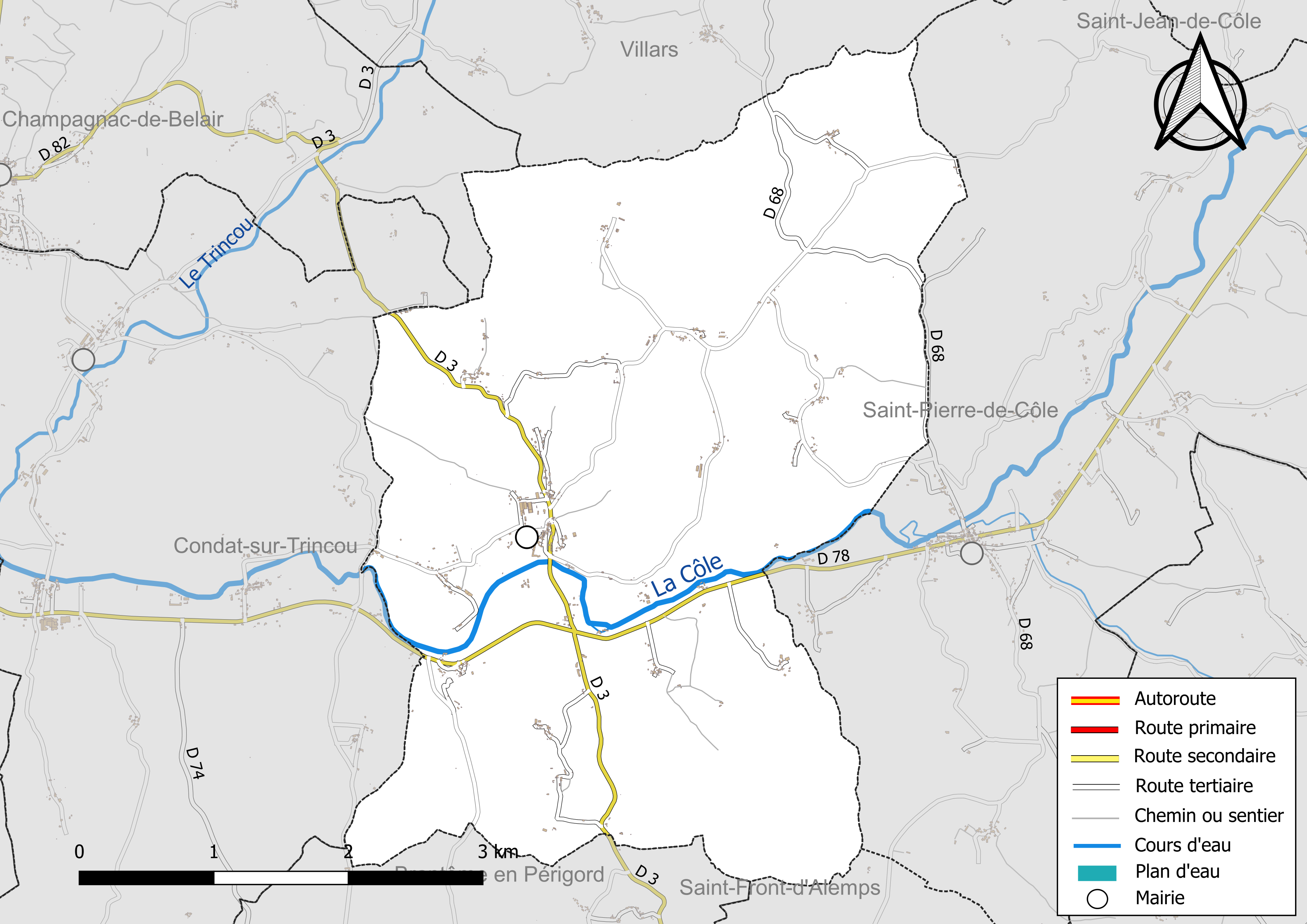
Réseaux hydrographique et routier de la Chapelle-Faucher.

#### Gestion et qualité des eaux
Le territoire communal est couvert par le schéma d'aménagement et de gestion des eaux (SAGE) « Isle - Dronne ». Ce document de planification, dont le territoire regroupe les bassins versants de l'Isle et de la Dronne, d'une superficie de 7 500 km2, a été approuvé le 2 août 2021. La structure porteuse de l'élaboration et de la mise en œuvre est l'établissement public territorial de bassin de la Dordogne (EPIDOR). Il définit sur son territoire les objectifs généraux d’utilisation, de mise en valeur et de protection quantitative et qualitative des ressources en eau superficielle et souterraine, en respect des objectifs de qualité définis dans le troisième SDAGE  du Bassin Adour-Garonne qui couvre la période 2022-2027, approuvé le 10 mars 2022.
La qualité des eaux de baignade et des cours d’eau peut être consultée sur un site dédié géré par les agences de l’eau et l’Agence française pour la biodiversité.

### Climat
Pour des articles plus généraux, voir Climat de la Nouvelle-Aquitaine et Climat de la Dordogne.
En 2010, le climat de la commune est de type climat océanique altéré, selon une étude s'appuyant sur une série de données couvrant la période 1971-2000. En 2020, Météo-France publie une typologie des climats de la France métropolitaine dans laquelle la commune est toujours exposée à un climat océanique altéré et est dans la région climatique  Aquitaine, Gascogne, caractérisée par une pluviométrie abondante au printemps, modérée en automne, un faible ensoleillement au printemps, un été chaud (19,5 °C), des vents faibles, des brouillards fréquents en automne et en hiver et des orages fréquents en été (15 à 20 jours).
Pour la période 1971-2000, la température annuelle moyenne est de 12,1 °C, avec  une amplitude thermique annuelle de 14,9 °C. Le cumul annuel moyen de précipitations est de 951 mm, avec 12,8 jours de précipitations en janvier et 7,3 jours en juillet. Pour la période 1991-2020, la température moyenne annuelle observée sur la station météorologique de Météo-France la plus proche, sur la commune de Saint-Martin-de-Fressengeas à 11 km à vol d'oiseau, est de 12,4 °C et le cumul annuel moyen de précipitations est de 1 050,4 mm,. 
La température maximale relevée sur cette station est de 38,9 °C, atteinte le 7 août 2020 ; la température minimale est de −11,8 °C, atteinte le 9 février 2012.
Pour afficher une liste d’indicateurs climatiques caractérisant la commune aux horizons 2030, 2050 et 2100 et pouvoir ainsi s'adapter aux changements climatiques, entrer son nom dans Climadiag-commune, un site de Météo-France élaboré à partir des nouvelles projections climatiques de référence DRIAS-2020.

## Urbanisme

### Typologie
Au 1er janvier 2024, La Chapelle-Faucher est catégorisée commune rurale à habitat très dispersé, selon la nouvelle grille communale de densité à 7 niveaux définie par l'Insee en 2022.
Elle est située hors unité urbaine et hors attraction des villes,.

### Occupation des sols
L'occupation des sols de la commune, telle qu'elle ressort de la base de données européenne d’occupation biophysique des sols Corine Land Cover (CLC), est marquée par l'importance des forêts et milieux semi-naturels (56,3 % en 2018), une proportion sensiblement équivalente à celle de 1990 (56,4 %). La répartition détaillée en 2018 est la suivante : 
forêts (48,9 %), zones agricoles hétérogènes (36,2 %), milieux à végétation arbustive et/ou herbacée (7,5 %), terres arables (4,7 %), prairies (1,5 %), zones urbanisées (1,3 %). L'évolution de l’occupation des sols de la commune et de ses infrastructures peut être observée sur les différentes représentations cartographiques du territoire : la carte de Cassini (XVIIIe siècle), la carte d'état-major (1820-1866) et les cartes ou photos aériennes de l'IGN pour la période actuelle (1950 à aujourd'hui).

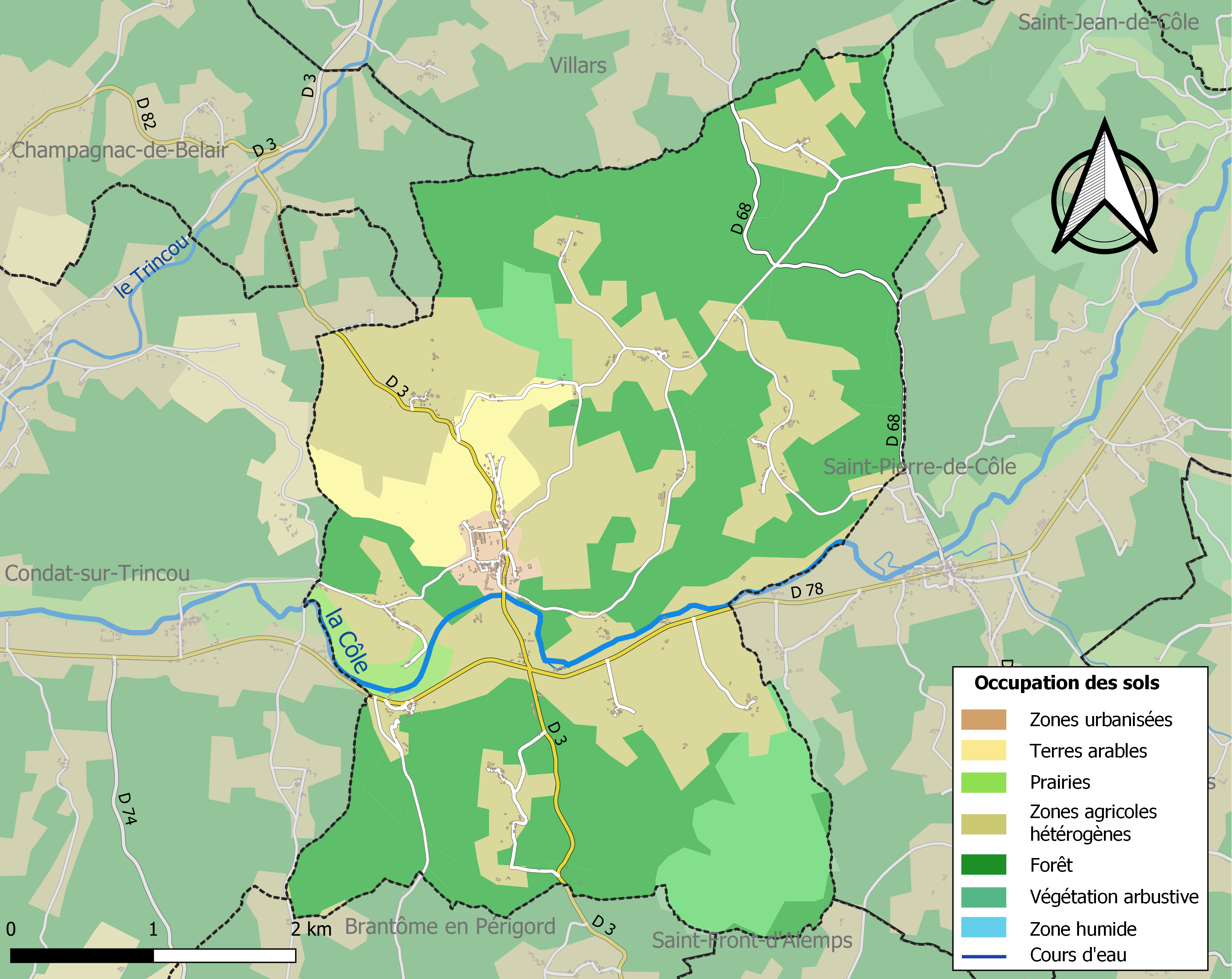
Carte des infrastructures et de l'occupation des sols de la commune en 2018 (CLC).

### Prévention des risques
Le territoire de la commune de La Chapelle-Faucher est vulnérable à différents aléas naturels : météorologiques (tempête, orage, neige, grand froid, canicule ou sécheresse), inondations, feux de forêts, mouvements de terrains et séisme (sismicité très faible). Un site publié par le BRGM permet d'évaluer simplement et rapidement les risques d'un bien localisé soit par son adresse soit par le numéro de sa parcelle.
Certaines parties du territoire communal sont susceptibles d’être affectées par le risque d’inondation par débordement de cours d'eau, notamment la Côle. La commune a été reconnue en état de catastrophe naturelle au titre des dommages causés par les inondations et coulées de boue survenues en 1982, 1983, 1988, 1999 et 2021,.
La Chapelle-Faucher est exposée au risque de feu de forêt. L’arrêté préfectoral du 14 mars 2013 fixe les conditions de pratique des incinérations et de brûlage dans un objectif de réduire le risque de départs d’incendie. À ce titre, des périodes sont déterminées : interdiction totale du 15 février au 15 mai et du 15 juin au 15 octobre, utilisation réglementée du 16 mai au 14 juin et du 16 octobre au 14 février. En septembre 2020, un plan inter-départemental de protection des forêts contre les incendies (PidPFCI) a été adopté pour la période 2019-2029,.

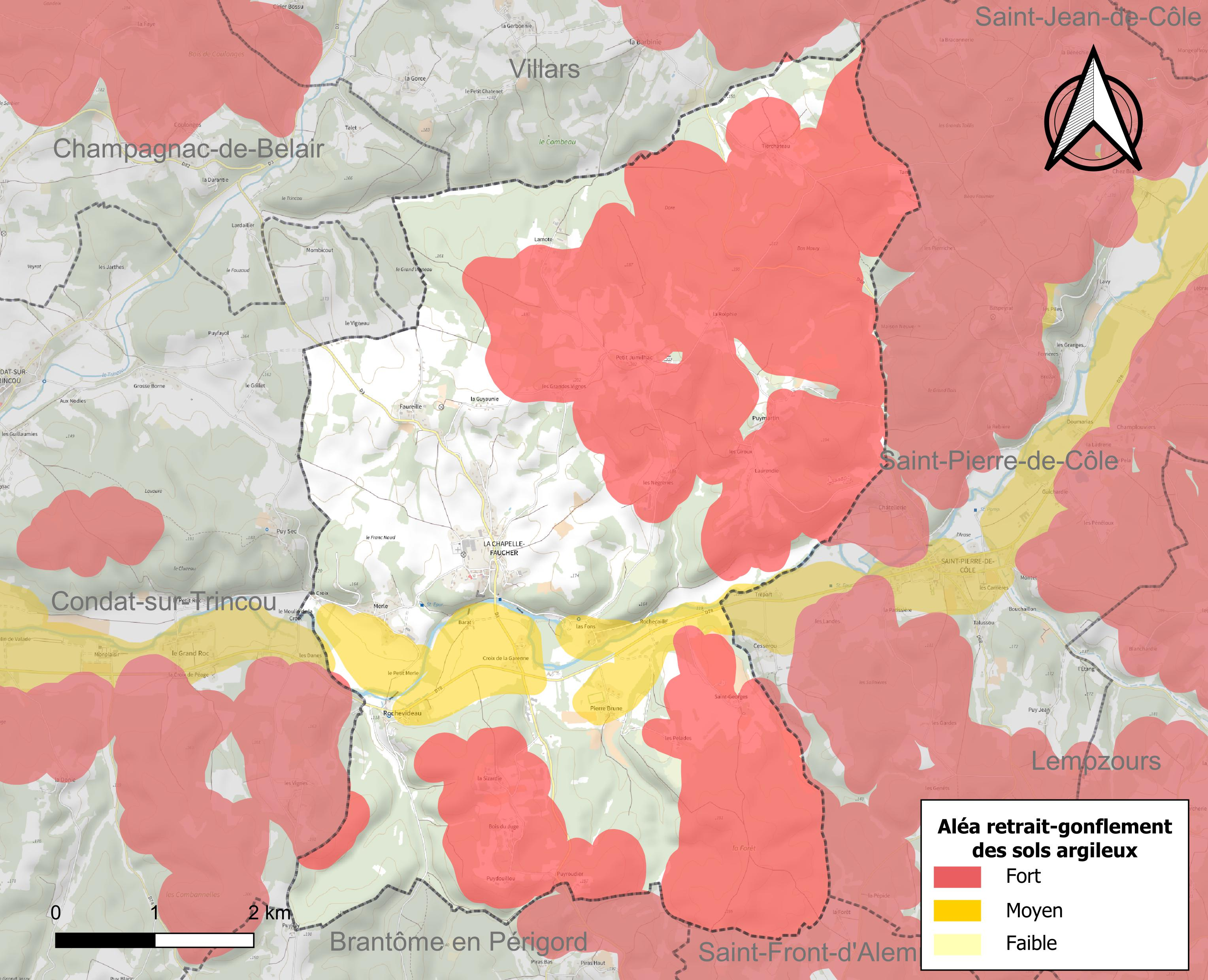
Carte des zones d'aléa retrait-gonflement des sols argileux de La Chapelle-Faucher.

Les mouvements de terrains susceptibles de se produire sur la commune sont des affaissements et effondrements liés aux cavités souterraines (hors mines) et des tassements différentiels. Afin de mieux appréhender le risque d’affaissement de terrain, un inventaire national permet de localiser les éventuelles cavités souterraines sur la commune. Le retrait-gonflement des sols argileux est susceptible d'engendrer des dommages importants aux bâtiments en cas d’alternance de périodes de sécheresse et de pluie. 58,5 % de la superficie communale est en aléa moyen ou fort (58,6 % au niveau départemental et 48,5 % au niveau national métropolitain). Depuis le 1er octobre 2020, en application de la loi ÉLAN, différentes contraintes s'imposent aux vendeurs, maîtres d'ouvrages ou constructeurs de biens situés dans une zone classée en aléa moyen ou fort,.
La commune a été reconnue en état de catastrophe naturelle au titre des dommages causés par la sécheresse en 1989, 1992, 2005 et 2011 et par des mouvements de terrain en 1999.

## Toponymie
En occitan, la commune porte le nom de La Chapela Fouchier.

## Histoire
Au XIIe siècle, un moine nommé Fulchurius bâtit un édifice religieux. Il est à l'origine du nom du village qui s'appellera successivement Chapelle Fulchurius, puis La Chapelle Fulchier, La Chapelle Fouchet sur la carte de Cassini représentant la France entre 1756 et 1789, et aujourd'hui La Chapelle-Faucher.
Au XIIIe siècle, La Chapelle-Faucher et Jumillac-le-Petit étaient deux des vingt-sept paroisses dépendant de l'archiprêtré de Condat dont le siège se situait à Champagnac.
Pendant la Guerre de Cent Ans, le Prince Noir incendia le village qui resta inoccupé une centaine d'années.
En 1569, l’armée des protestants de l’amiral de Coligny fit enfermer 300 paysans dans le château et y mit le feu en représailles aux attaques subies par l'armée protestante.
En 1827, la commune de Jumillac-de-Cole (village qui s'appelle de nos jours Petit Jumilhac) fusionne avec La Chapelle-Faucher.

## Politique et administration

### Rattachements administratifs et électoraux
Dès 1790, la commune est rattachée du canton de Champagnac-de-Belair — appelé dans un premier temps canton de Champagnac, puis de Champagnac-de-Bel-Air — qui dépend du district de Nontron jusqu'en 1795, date de suppression des districts. En 1801, le canton dépend de l'arrondissement de Nontron.
Dans le cadre de la réforme de 2014 définie par le décret du 21 février 2014, ce canton disparaît aux élections départementales de mars 2015. La commune est alors rattachée au canton de Brantôme, renommé canton de Brantôme en Périgord en 2020.

### Administration municipale
La population de la commune étant comprise entre 100 et 499 habitants au recensement de 2017, onze conseillers municipaux ont été élus en 2020,.

### Liste des maires

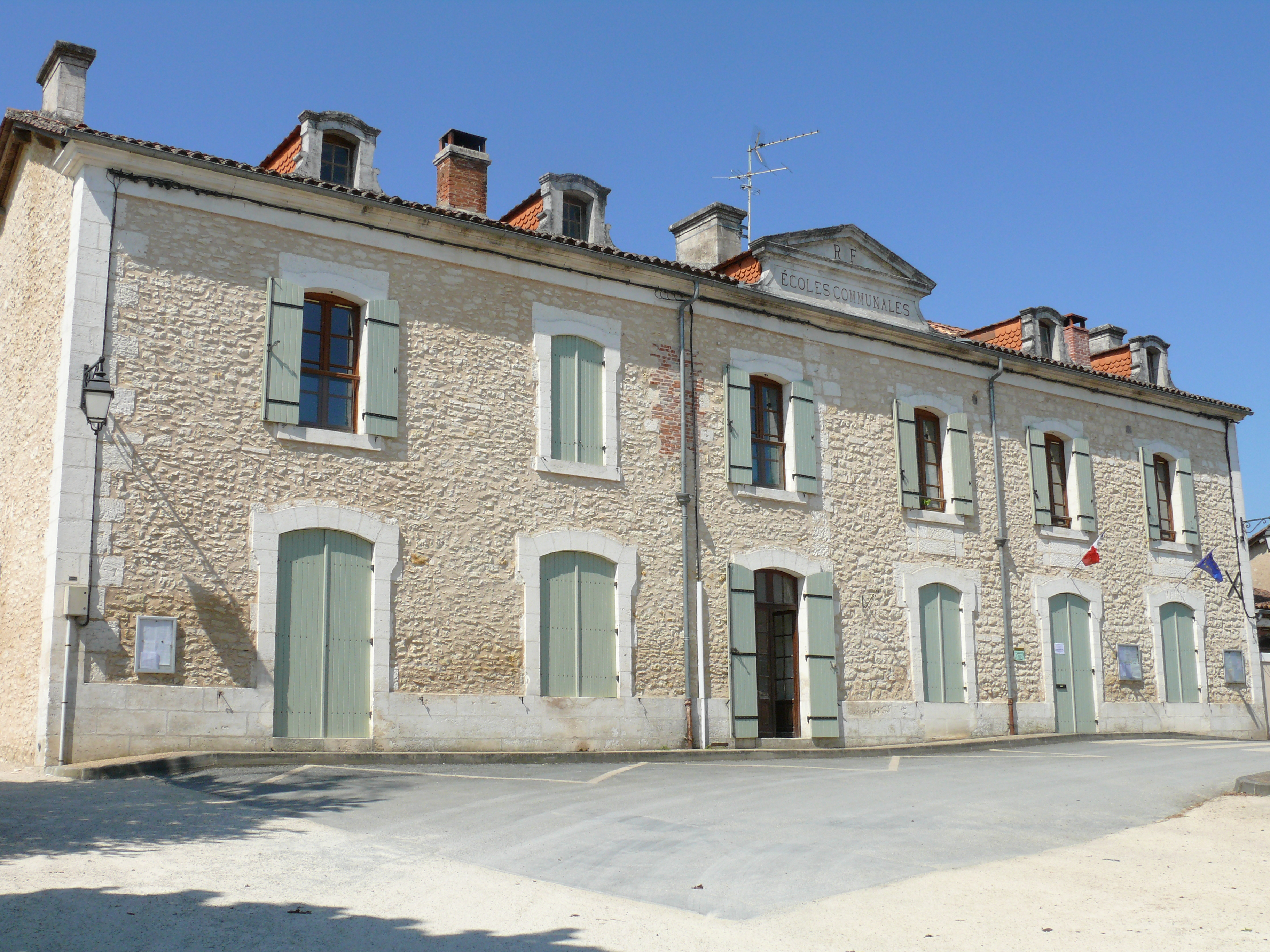
Mairie de La Chapelle-Faucher.

| Période                                  | Période                    | Identité                   | Étiquette | Qualité                                                                                       |
| ---------------------------------------- | -------------------------- | -------------------------- | --------- | --------------------------------------------------------------------------------------------- |
| Les données manquantes sont à compléter. |                            |                            |           |                                                                                               |
|                                          |                            |                            |           |                                                                                               |
| (1880 ou avant)                          | mai 1892                   | Cyprien Lafont Duchassaing |           |                                                                                               |
| mai 1892                                 | (fin 1896 ou janvier 1897) | Léopold Menut              |           |                                                                                               |
| janvier 1897                             | mai 1912                   | Jérôme Jarreton            |           |                                                                                               |
| mai 1912                                 | novembre 1947              | Léopold Duchassaing        |           |                                                                                               |
| novembre 1947                            | avril 1962                 | Antoine Debord             |           |                                                                                               |
| avril 1962                               | mars 1977                  | Fernand Ganteille          |           |                                                                                               |
| mars 1977                                | mars 2001                  | Jean Brudieux              |           |                                                                                               |
| mars 2001                                | mai 2020                   | Christian Mazière          | DVD       | Retraité des travaux publics Conseiller général du canton de Champagnac-de-Belair (2001-2015) |
| mai 2020                                 | En cours                   | Sylviane Née               |           |                                                                                               |

## Équipements et services publics

### Justice
Dans le domaine judiciaire, La Chapelle-Faucher relève : 
- du tribunal judiciaire, du tribunal pour enfants, du conseil de prud'hommes et du tribunal de commerce de Périgueux ;
- du pôle Nationalité du tribunal judiciaire de Périgueux (compétent uniquement dans le domaine de la nationalité) ;
- de la cour d'appel, du tribunal administratif et de la  cour administrative d'appel de Bordeaux.

## Population et société

### Démographie
Les habitants de La Chapelle-Faucher se nomment les Chapellois.

#### Démographie de Jumillac-de-Cole
Jusqu'en 1827, les communes de Jumillac-de-Cole et La Chapelle-Faucher étaient indépendantes.
| 1793 | 1800 | 1806 | 1821 |
| ---- | ---- | ---- | ---- |
| 267  | 258  | 227  | 238  |

#### Démographie de La Chapelle-Faucher
L'évolution du nombre d'habitants est connue à travers les recensements de la population effectués dans la commune depuis 1793. Pour les communes de moins de 10 000 habitants, une enquête de recensement portant sur toute la population est réalisée tous les cinq ans, les populations de référence des années intermédiaires étant quant à elles estimées par interpolation ou extrapolation. Pour la commune, le premier recensement exhaustif entrant dans le cadre du nouveau dispositif a été réalisé en 2004.

En 2022, la commune comptait 386 habitants, en évolution de −8,75 % par rapport à 2016 (Dordogne : +0,37 %, France hors Mayotte : +2,11 %).
| 1793 | 1800 | 1806 | 1821 | 1831 | 1836 | 1841 | 1846 | 1851 |
| ---- | ---- | ---- | ---- | ---- | ---- | ---- | ---- | ---- |
| 493  | 440  | 440  | 544  | 900  | 923  | 861  | 882  | 877  |

| 1856 | 1861 | 1866 | 1872 | 1876 | 1881 | 1886 | 1891 | 1896 |
| ---- | ---- | ---- | ---- | ---- | ---- | ---- | ---- | ---- |
| 901  | 919  | 921  | 882  | 869  | 861  | 881  | 851  | 852  |

| 1901 | 1906 | 1911 | 1921 | 1926 | 1931 | 1936 | 1946 | 1954 |
| ---- | ---- | ---- | ---- | ---- | ---- | ---- | ---- | ---- |
| 733  | 725  | 701  | 553  | 622  | 603  | 580  | 517  | 493  |

| 1962 | 1968 | 1975 | 1982 | 1990 | 1999 | 2004 | 2006 | 2009 |
| ---- | ---- | ---- | ---- | ---- | ---- | ---- | ---- | ---- |
| 464  | 477  | 478  | 445  | 398  | 399  | 379  | 372  | 386  |

| 2014 | 2019 | 2022 | - | - | - | - | - | - |
| ---- | ---- | ---- | - | - | - | - | - | - |
| 419  | 395  | 386  | - | - | - | - | - | - |

#### Remarque
La fusion des deux communes en 1827 a abouti à un apogée autour de 900 habitants qui a duré environ un demi-siècle (maximums : 923 habitants en 1836 et 921 en 1866). C'est ensuite un lent déclin qui continue au début du XXIe siècle avec le plus bas niveau enregistré en 2006 (372 habitants).

### Cultes
L'église paroissiale Notre-Dame de l'Assomption dépend du diocèse de Périgueux et Sarlat.
La chapelle orthodoxe Notre-Dame de la Sainte-Trinité dépend de l'Église syriaque orthodoxe antiochienne.

## Économie

### Emploi
En 2015, parmi la population communale comprise entre 15 et 64 ans, les actifs représentent 181 personnes, soit 42,9 % de la population municipale. Le nombre de chômeurs (seize) a augmenté par rapport à 2010 (douze) et le taux de chômage de cette population active s'établit à 8,9 %.

### Établissements
Au 31 décembre 2015, la commune compte trente-quatre établissements, dont onze au niveau des commerces, transports ou services, six dans la construction, six dans l'industrie, six dans l'agriculture, la sylviculture ou la pêche, et cinq relatifs au secteur administratif, à l'enseignement, à la santé ou à l'action sociale.

### Entreprises
Dans le secteur de l'industrie, parmi les entreprises dont le siège social est en Dordogne, la société « Barbarie » (fabrication de palettes) située à La Chapelle-Faucher se classe en 22e position quant au chiffre d'affaires hors taxes en 2015-2016, avec 10 407 k€. Tous secteurs confondus, elle figure parmi les cinquante premières de la Dordogne, quant au chiffre d'affaires à l'exportation, se classant 24e avec 2 102 k€.

### Tourisme
À compter du 17 août 2016 et pour une durée de cinq ans, La Chapelle-Faucher est déclarée commune touristique, en même temps que cinq autres communes de la communauté de communes Dronne et Belle : Bourdeilles, Brantôme en Périgord, Mareuil, Saint-Crépin-de-Richemont et Villars.

## Culture locale et patrimoine

### Lieux et monuments
- Église Notre-Dame-de-L'Assomption, inscrite aux monuments historiques depuis 1938. Bâtie au XIIe siècle, il s'agissait d'un prieuré bénédictin dépendant de l'abbaye de Charroux[41]. Lors de l'incendie du village par les troupes du Prince Noir pendant la Guerre de Cent Ans[41], elle fut pillée et partiellement détruite et ne fut reconstruite qu'au XVe siècle, plus de 100 ans après.
- Ruines de la chapelle Saint-Roch, au cimetière du bourg
- Église romane de Petit Jumilhac du XIIe siècle, inscrite aux monuments historiques depuis 1948
- Prieuré Notre-Dame de Puymartin (en ruines), XIIe et XIIIe siècles, inscrit aux monuments historiques depuis 1948, propriété privée
- Église orthodoxe Notre-Dame de la Sainte-Trinité - Ermitage de Saint-Colomban[60](église malankare orthodoxe syrienne).

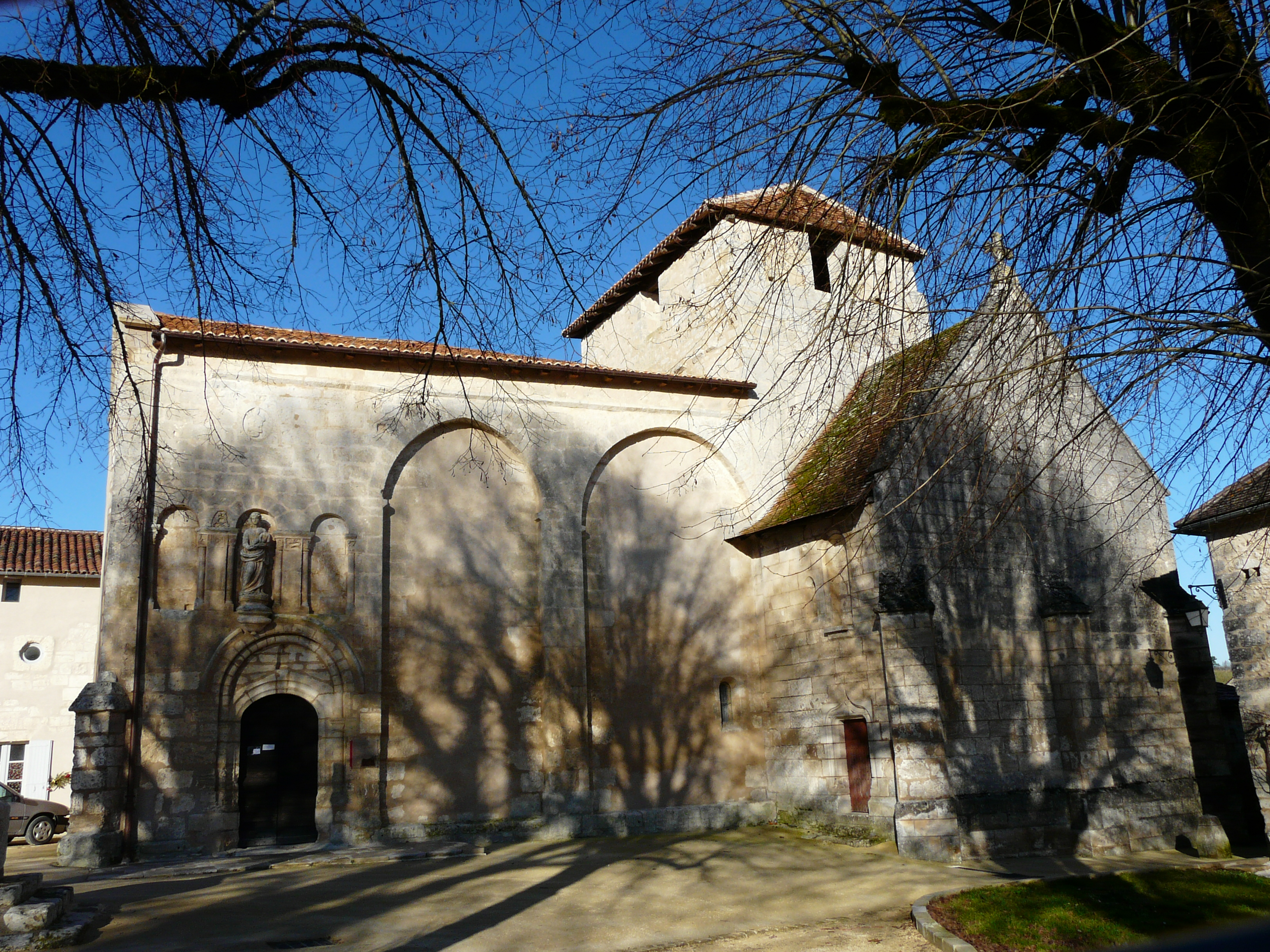
L'église Notre-Dame de l'Assomption.
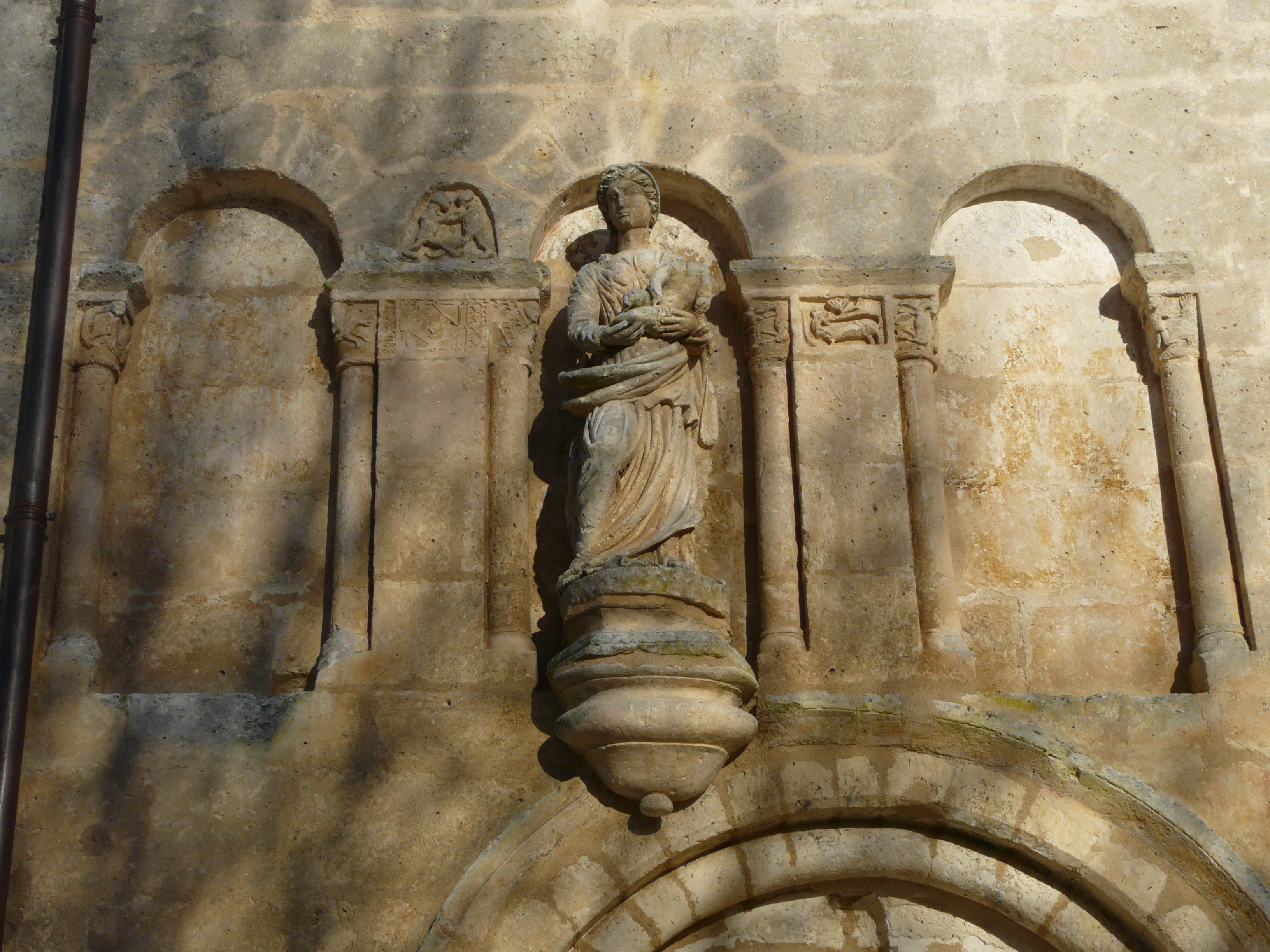
Vierge à l'enfant sculptée au-dessus du portail de l'église.
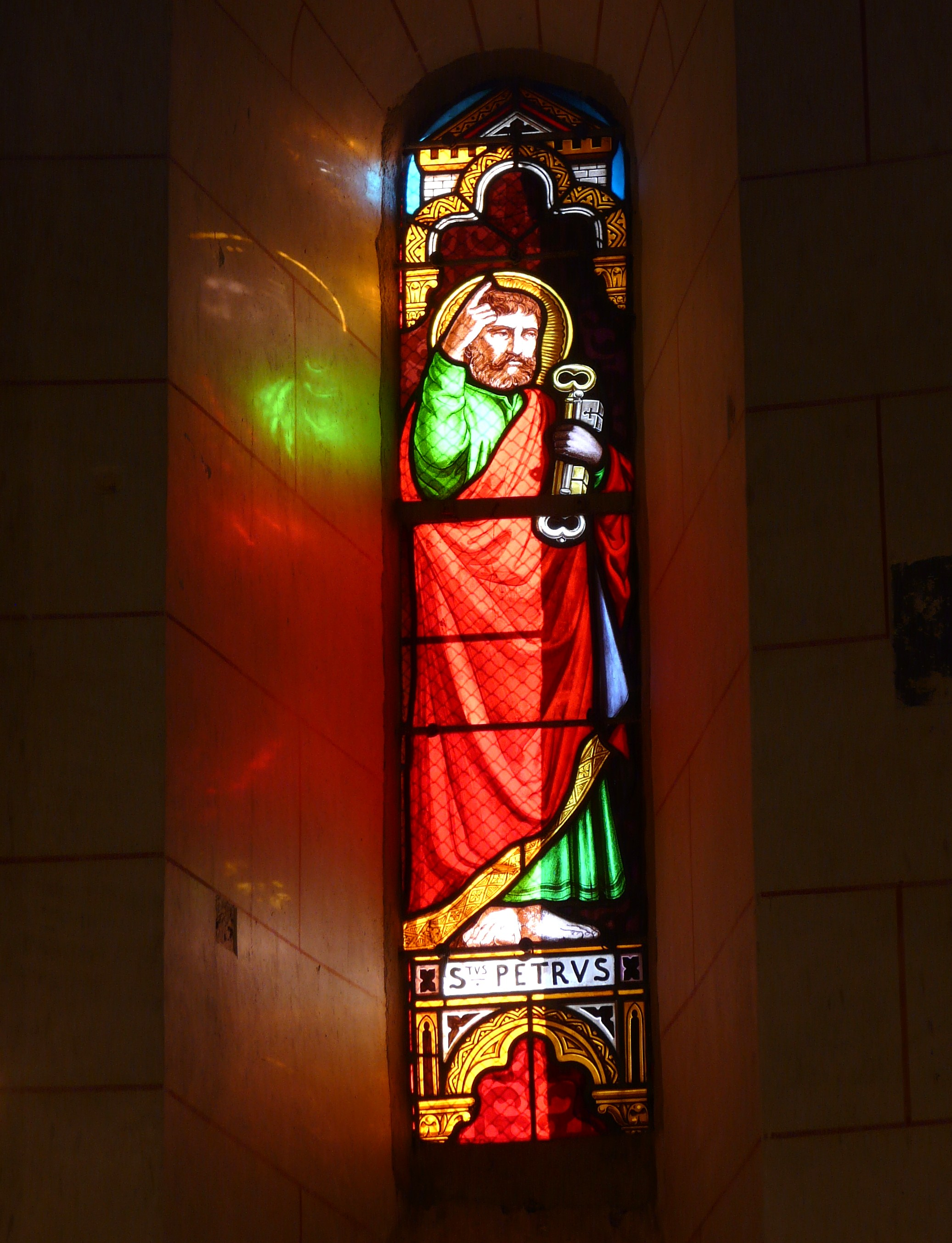
Vitrail représentant Saint-Pierre (église Notre-Dame de l'Assomption).
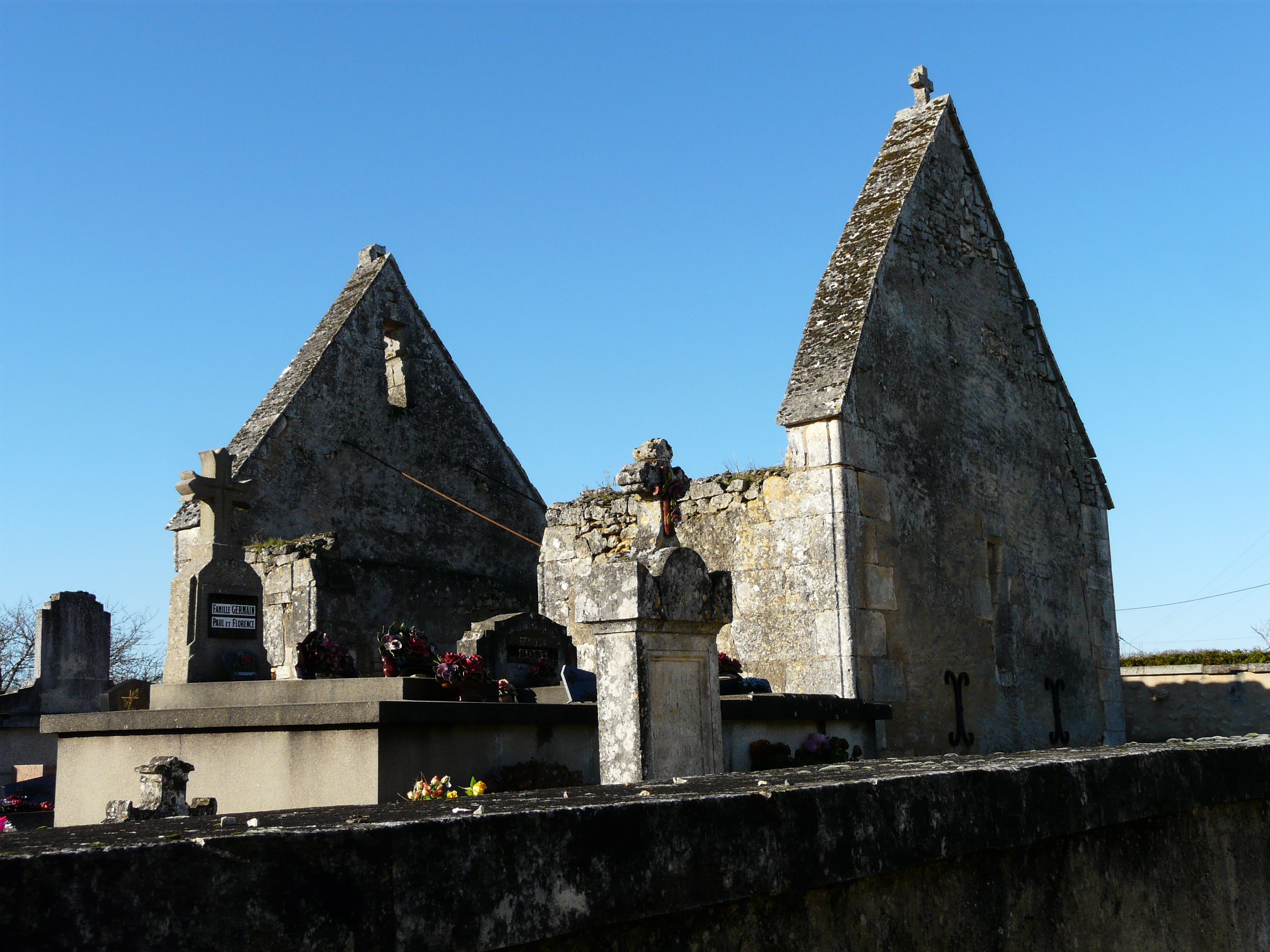
Les vestiges de la chapelle Saint-Roch.
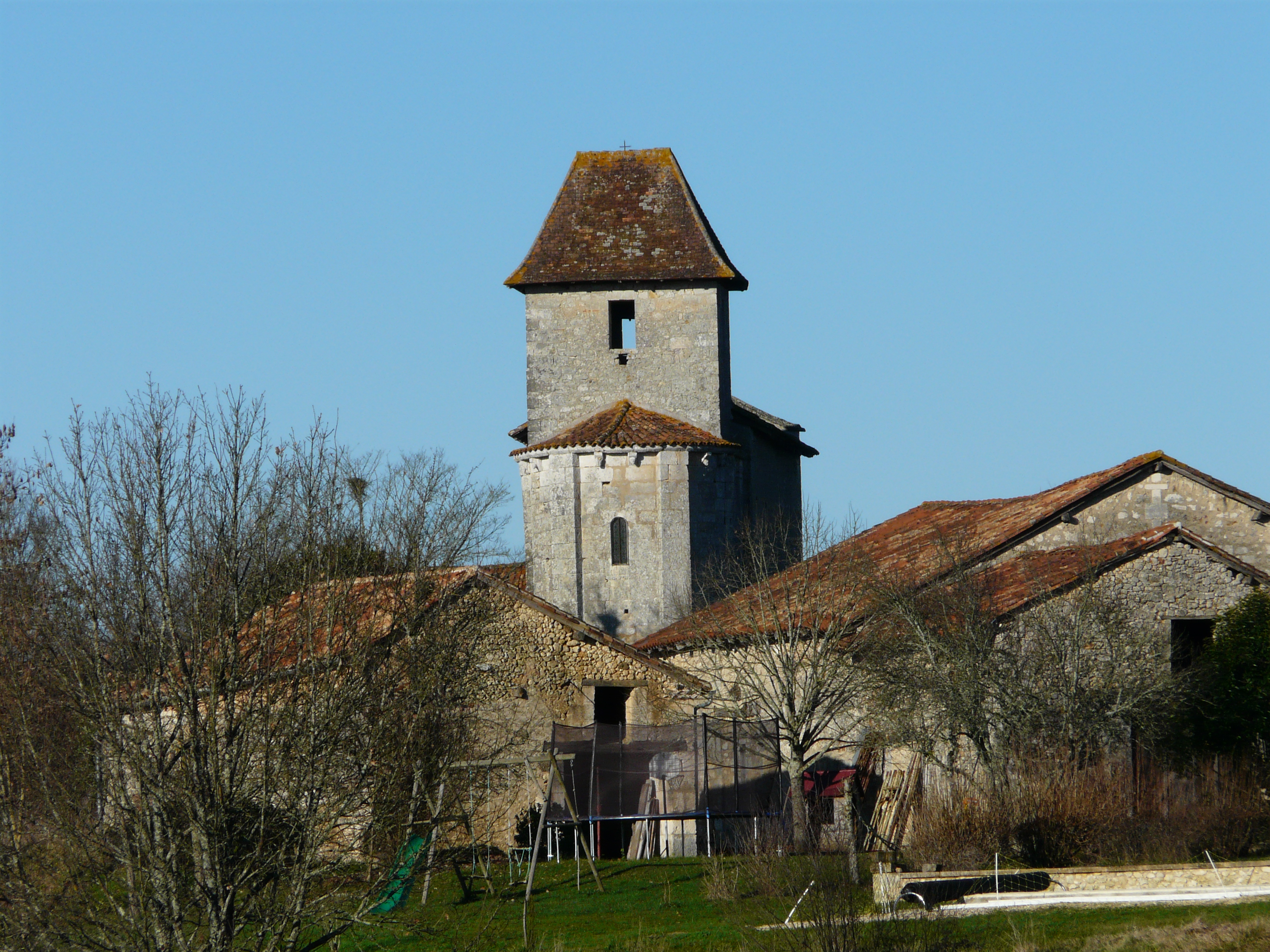
L'église de Petit Jumilhac.
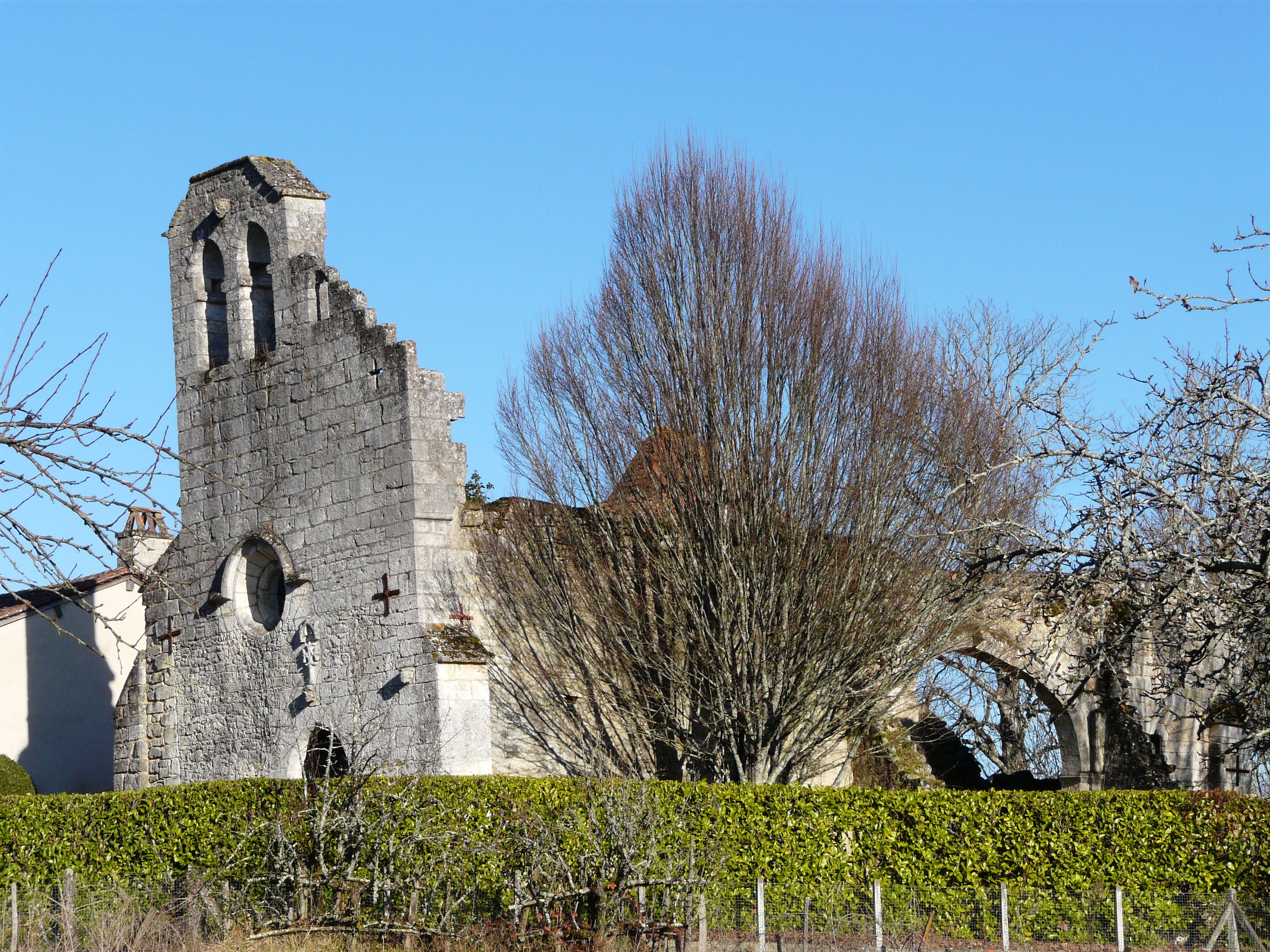
Les ruines du prieuré de Puymartin.
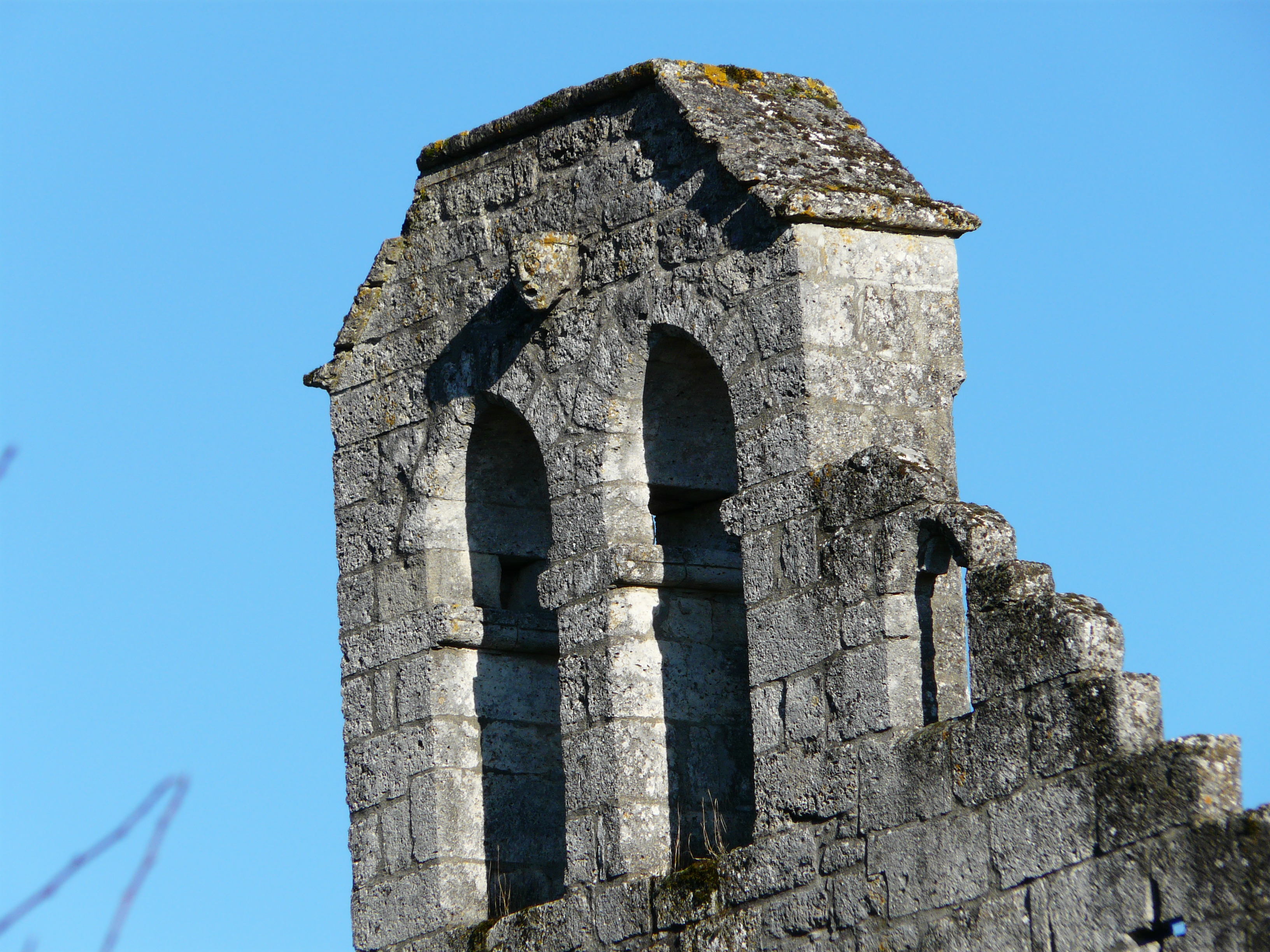
Clocher-mur du prieuré avec modillon sculpté.
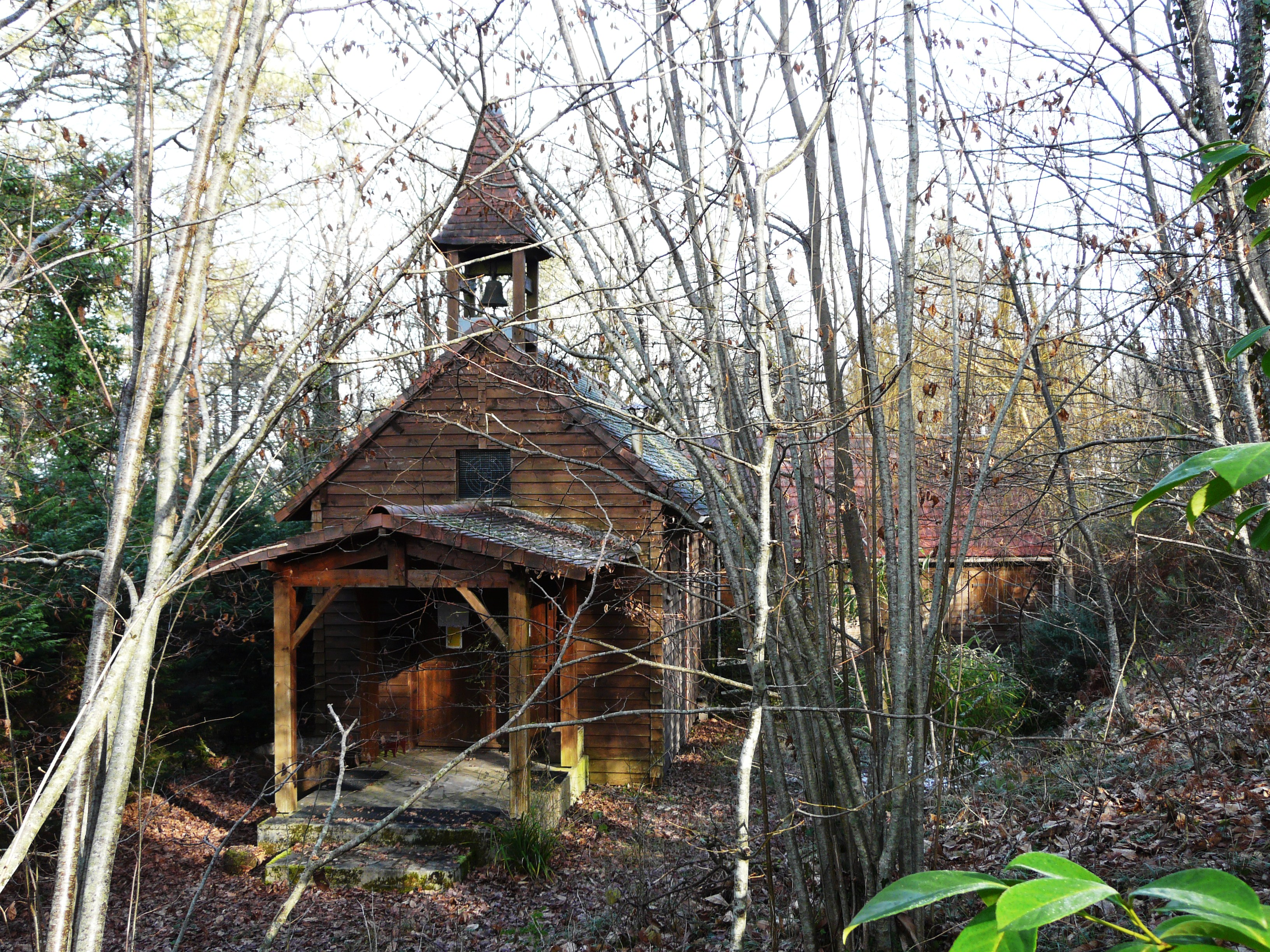
L'église orthodoxe Notre-Dame de la Sainte-Trinité.

- Château de La Chapelle-Faucher, XIIIe siècle XVe siècle XVIIe siècle XVIIIe siècle, classé monument historique depuis 2001, (en remplacement de l'inscription datant de 1948[61]), y compris le pigeonnier situé à côté du pont sur la Côle, propriété privée
- Manoir de Boslaurent, propriété privée
- Manoir de Las Font, propriété privée
- Plusieurs anciens moulins établis sur la Côle
- Falaise de Rochecaille surplombant la Côle
- Site de las Font (ou las Fons), inscrit depuis 1992[62]

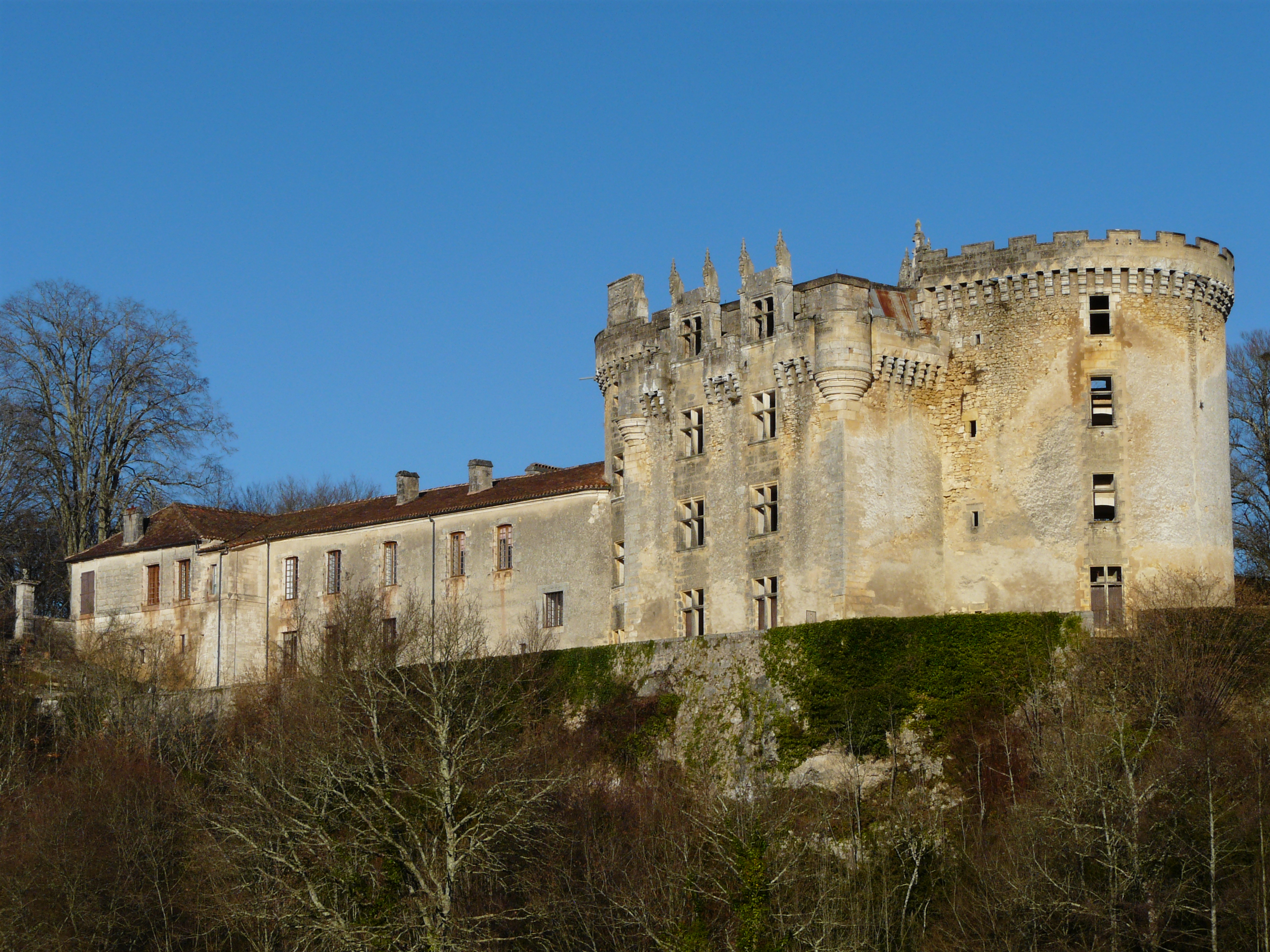
Le château de La Chapelle-Faucher.
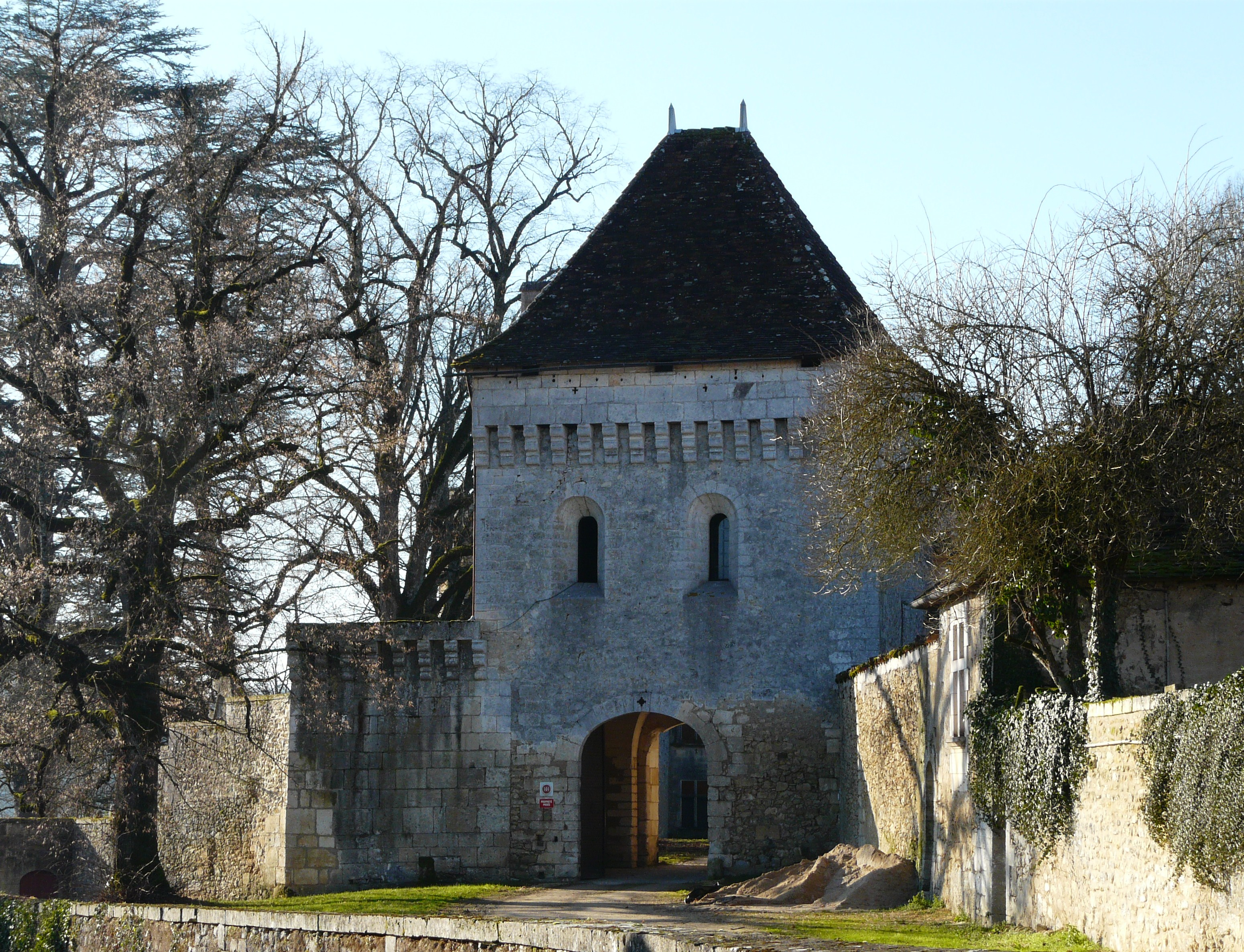
Le châtelet d'entrée du château.
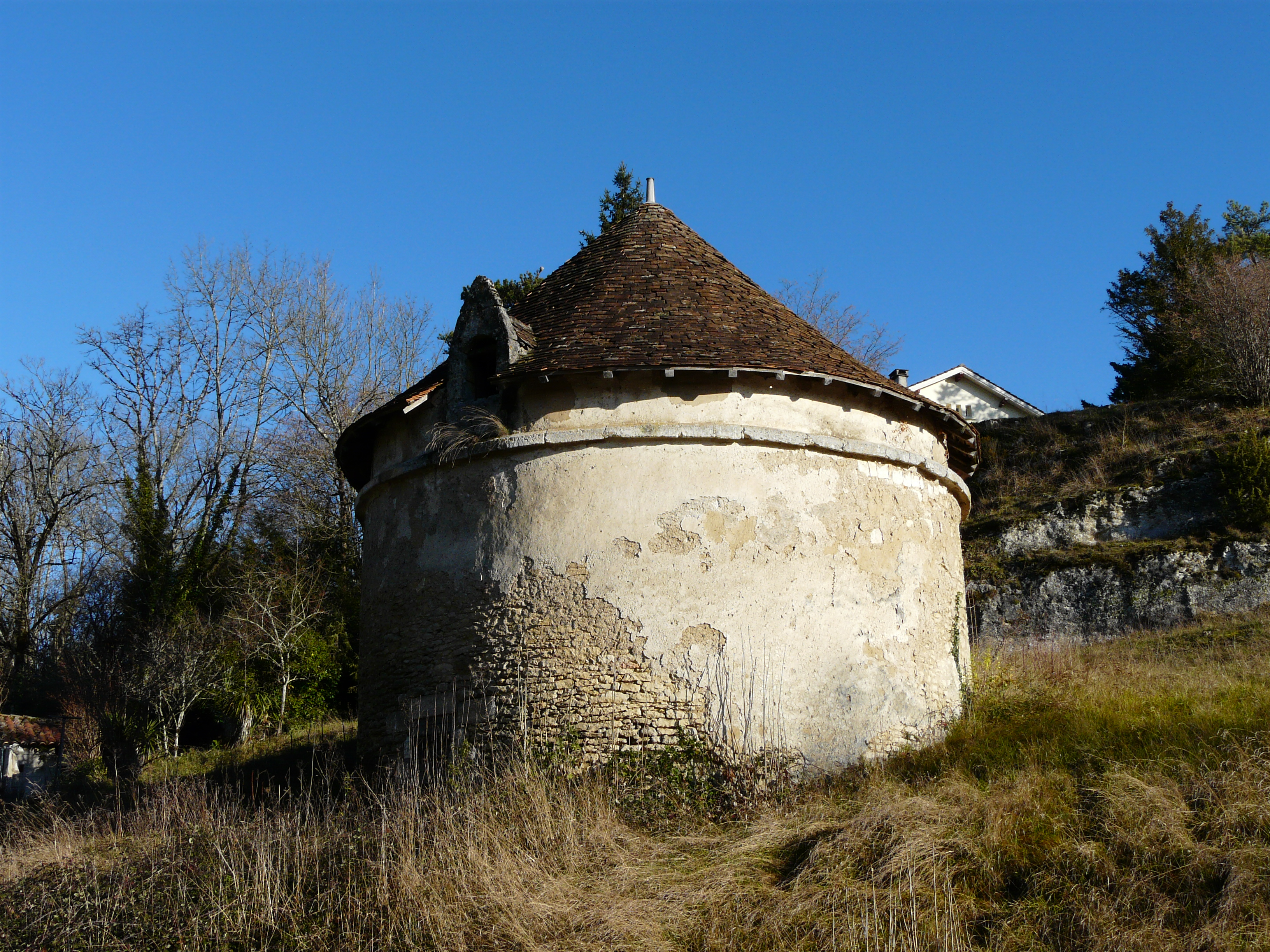
Le pigeonnier du château.
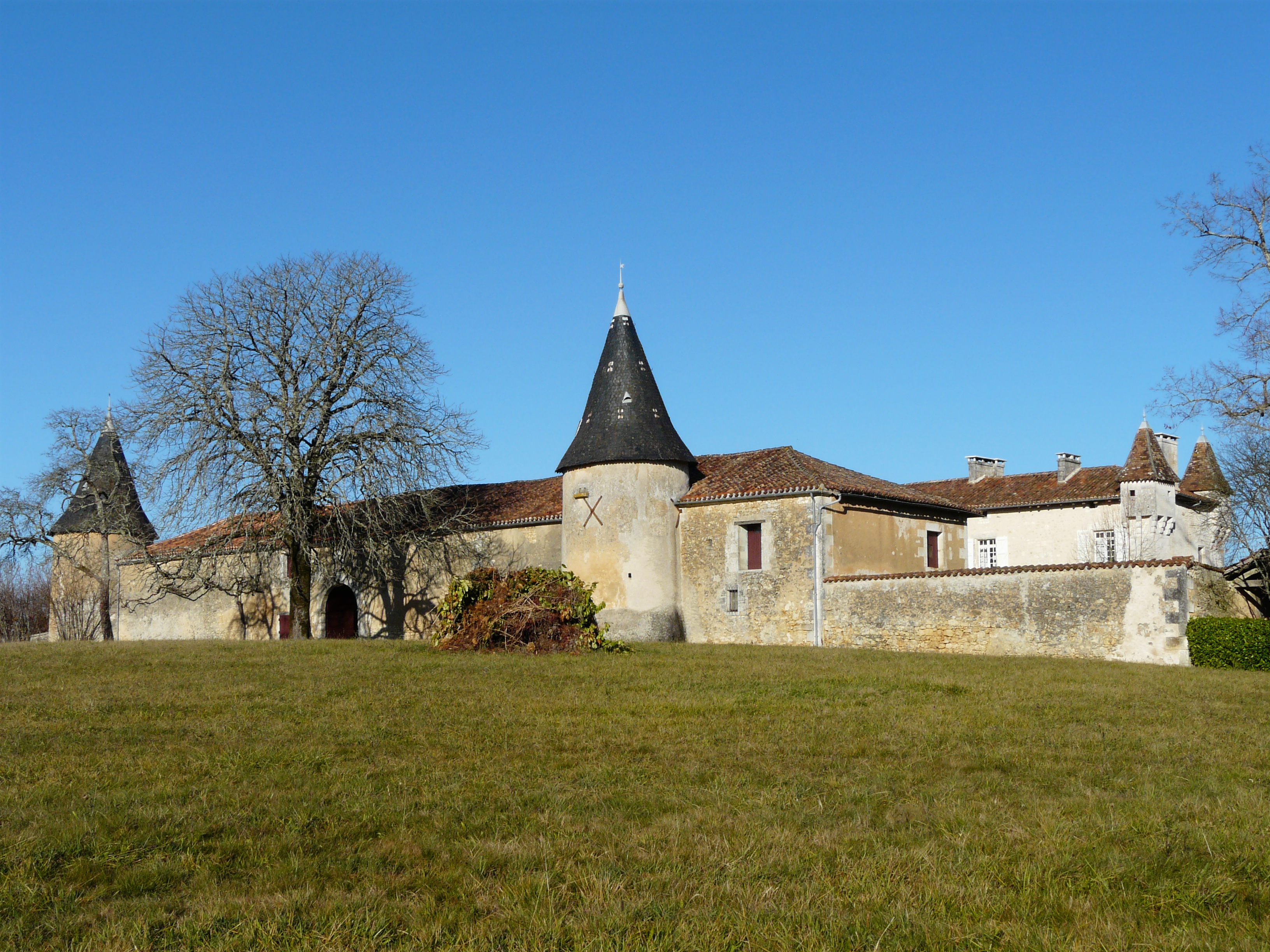
Le manoir de Boslaurent.
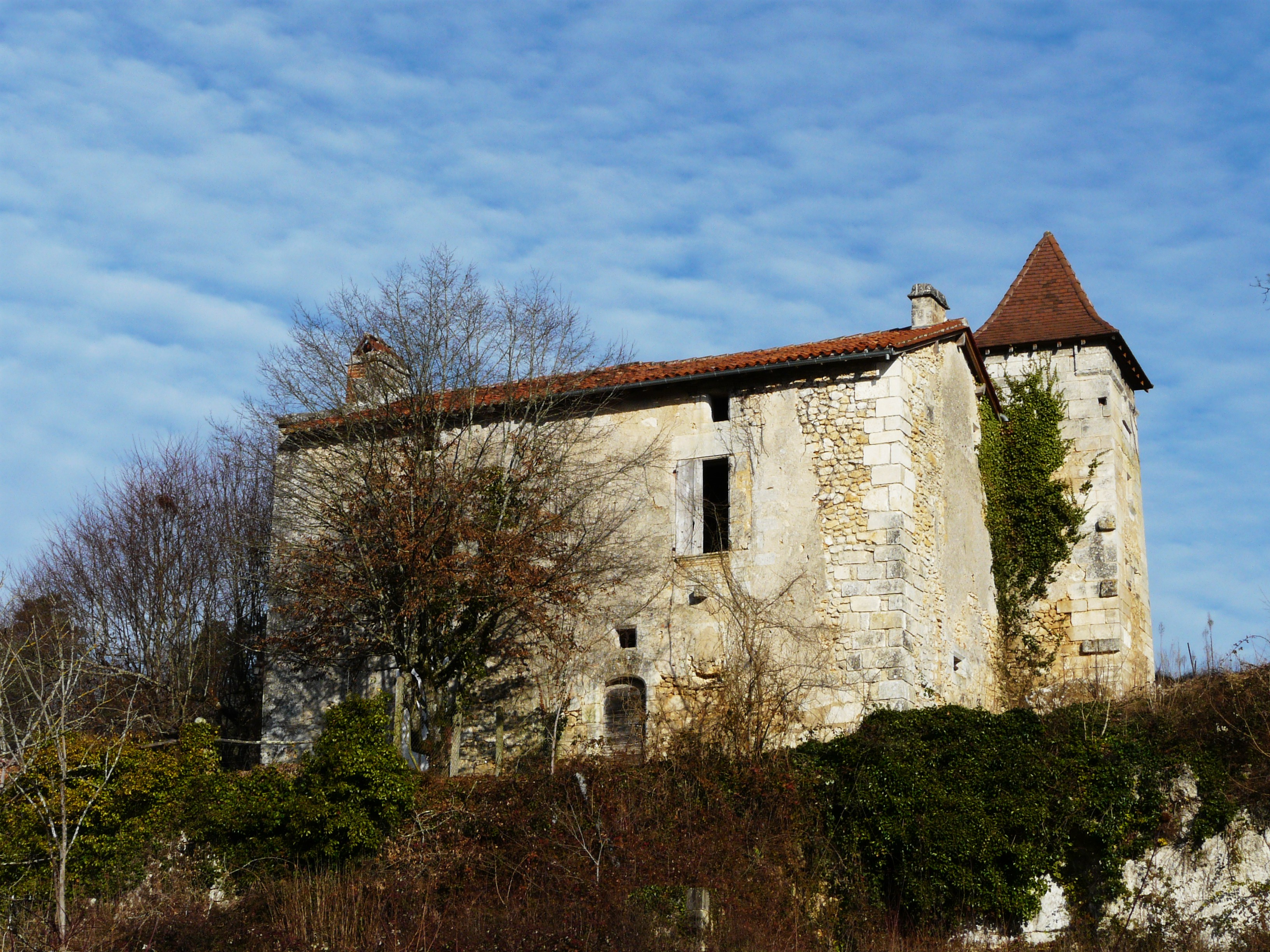
Le manoir de las Font.
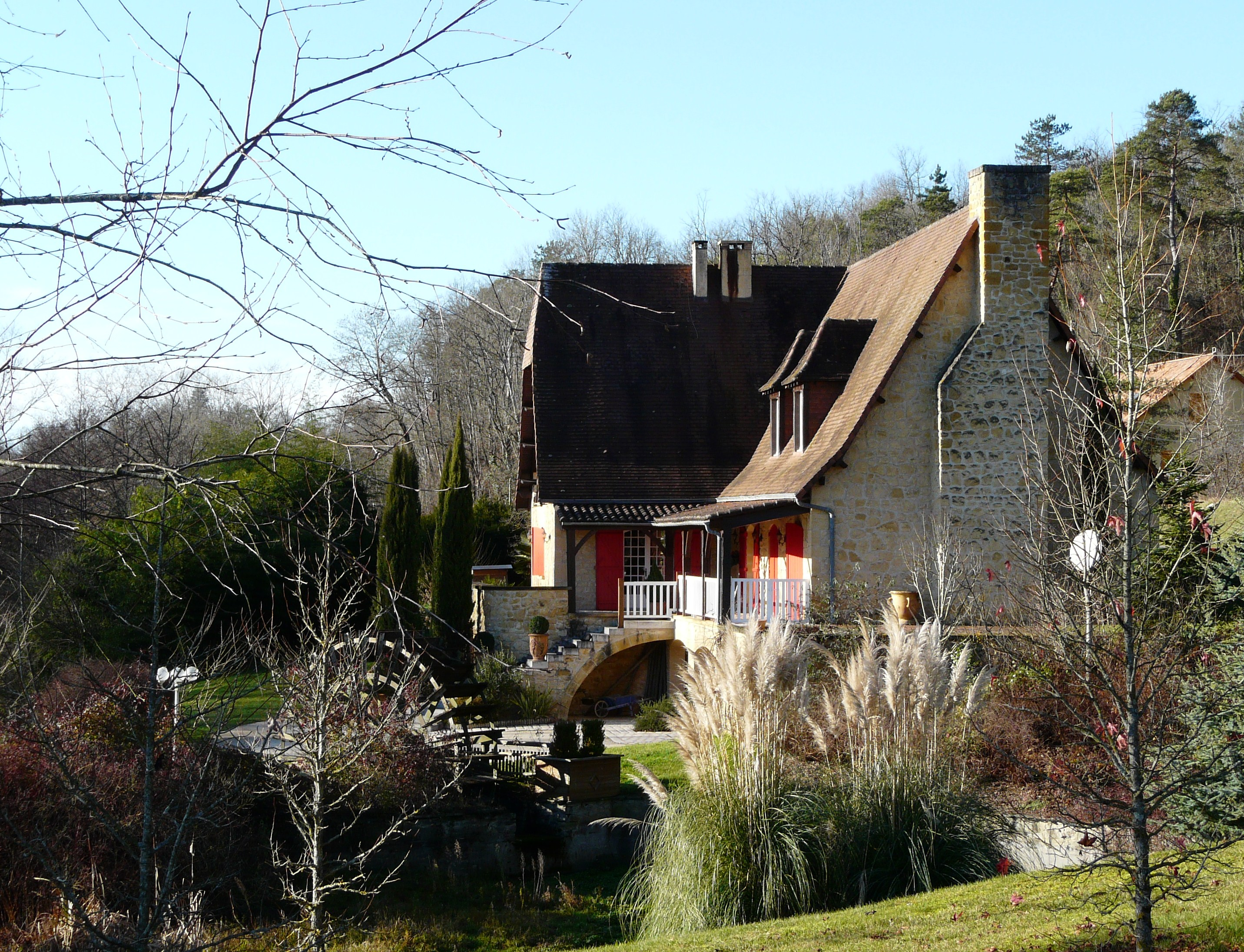
L'ancien moulin de las Font.
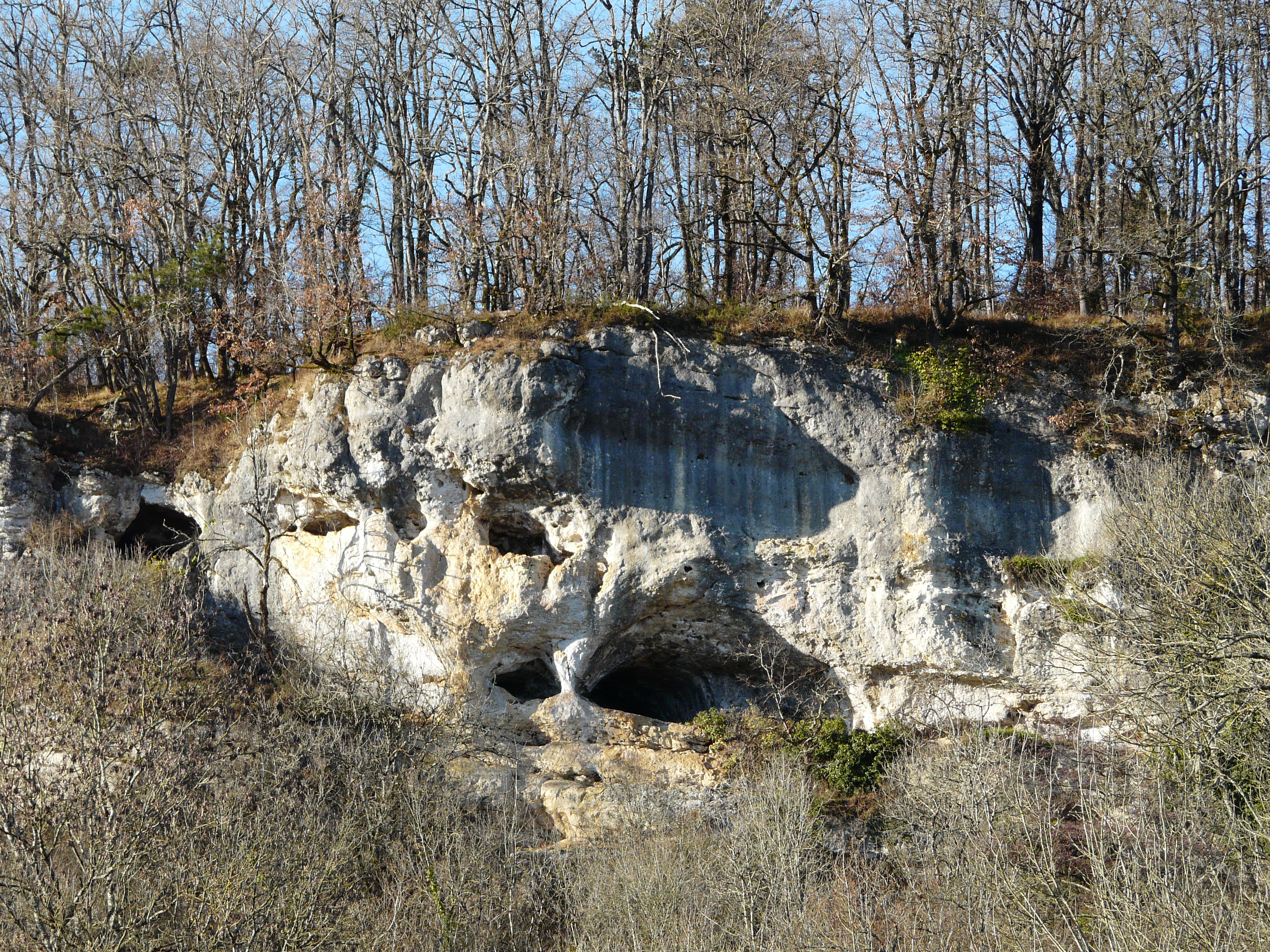
La falaise et les grottes de Rochecaille.
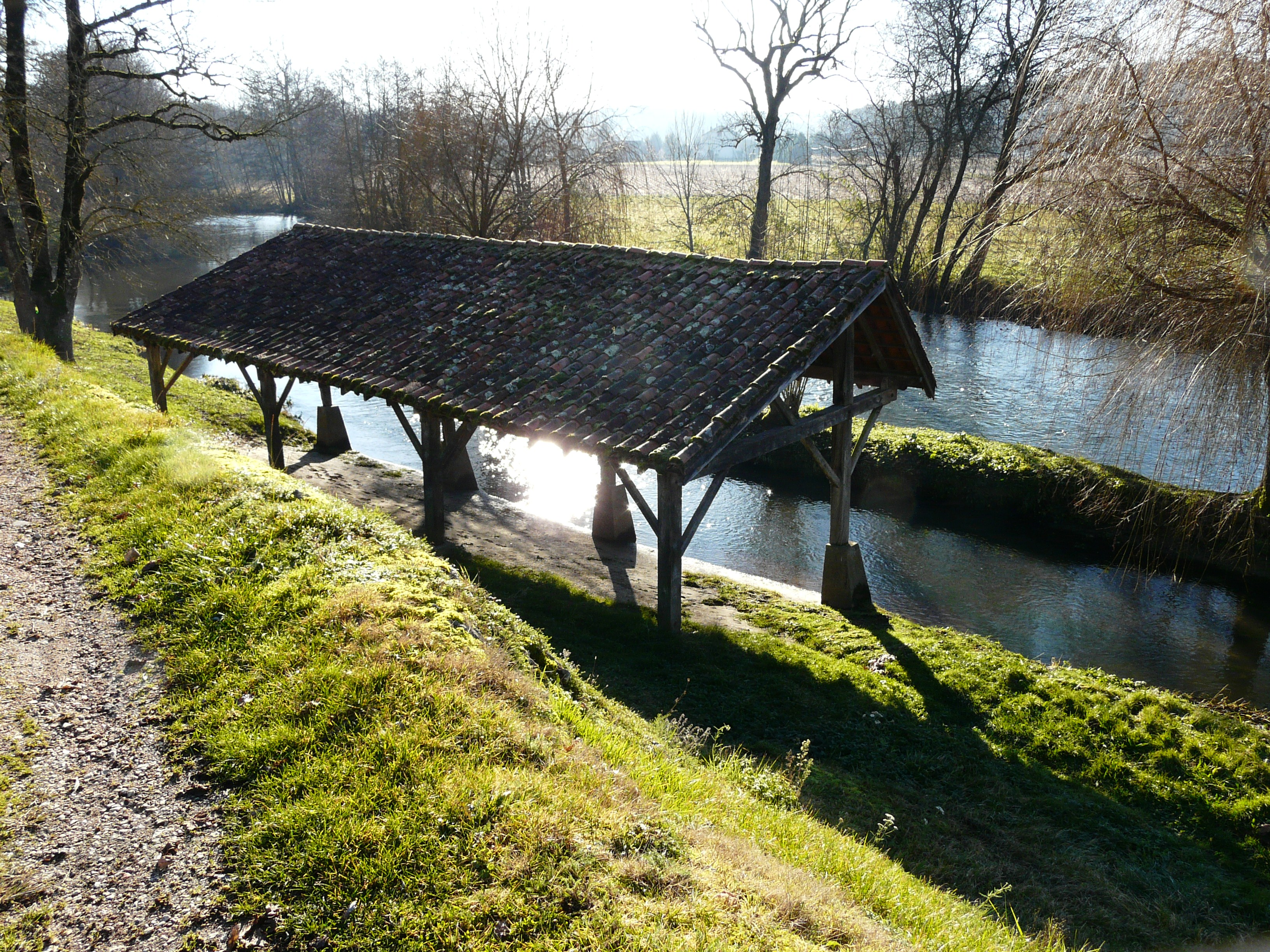
Le lavoir sur la Côle.